# 鹽生植物
鹽生植物（英語：Halophyte），又稱鹽土植物，指能夠生長在可溶性鈉鹽含量較高的土壤中並可積累較多鹽分的植物，分為在枝葉積累鹽分通過脫落排鹽的真鹽植物和將過剩的鹽分經鹽腺排出的泌鹽植物。